# Jason Steele
Jason Steele (Newton Aycliffe, 1990. augusztus 18.) angol labdarúgó, jelenleg a Brighton & Hove Albion játékosa.

## Pályafutása
Gyerekkorában középpályásként játszott az iskolai csapatban. Amikor 13 éves volt, csatlakozott Middlesbrough-hoz. A Boróban kezdett kapusként edzeni. Tizenhetedik születésnapjára írta alá a profi szerződést és folytatta a játékot a tartalék csapatban.

## Válogatottság
Steele képviselte Angliát az angliai U16-os és az angliai U17-es válogatottban. 2007 szeptemberében kiválasztották Steelet az U19-es válogatottba.